# Billy-sous-les-Côtes
Billy-sous-les-Côtes ist ein Ortsteil und eine ehemalige französische Gemeinde im Département Meuse in der Region Grand Est.
Zum 1. März 1973 bildeten die bis dahin eigenständigen Gemeinden Billy-sous-les-Côtes, Creuë, Hattonchâtel, Hattonville, Saint-Benoît-en-Woëvre und Viéville-sous-les-Côtes die neue Gemeinde Vigneulles-lès-Hattonchâtel.

## Geschichte
Der Ort wird erstmals als „Billeium“ im Jahr 1135 genannt. 

## Bevölkerungsentwicklung
| Jahr                      | 1793 | 1831 | 1872 | 1901 | 1921 | 1936 | 1954 | 1962 | 1968 |
| Einwohner                 | 225  | 360  | 300  | 249  | 152  | 145  | 126  | 115  | 102  |
| Quelle: Cassini und INSEE |      |      |      |      |      |      |      |      |      |

## Sehenswürdigkeiten
- Kirche Saint-Hubert, erbaut 1839
- Waschhaus, erbaut im 19. Jahrhundert